# San José (Catamarca)
San José – miasto w Argentynie, w prowincji Catamarca, stolica departamentu Fray Mamerto Esquiú.
Według danych szacunkowych na rok 2010 miejscowość liczyła 10 242 mieszkańców.